# Der weiße Tiger (Film)
Der weiße Tiger ist ein Filmdrama von Ramin Bahrani, das am 6. Januar 2021 in Las Vegas seine Weltpremiere feierte. Der Film basiert auf dem gleichnamigen Roman von Aravind Adiga aus dem Jahr 2008.

## Handlung
Im Jahr 2010 schickt der Unternehmer Balram Halwai eine E-Mail an den chinesischen Premier Wen Jiabao (anlässlich dessen Besuchs in Indien) und erzählt ihm seine Lebensgeschichte.
Balram wächst als Mitglied einer der unteren Kasten Indiens auf, sodass ein sozialer oder ökonomischer Aufstieg nahezu unmöglich erscheint. Doch ist Balram eine Ausnahme – genauso wie der weiße Tiger eine seltene Erscheinung ist – und durchbricht mit Klugheit, Skrupellosigkeit und schließlich Mord die Grenzen seiner Kaste.

## Rezeption
Der Film konnte bislang 92 Prozent der Kritiker auf Rotten Tomatoes überzeugen und erhielt hierbei eine durchschnittliche Bewertung von 7,50 der möglichen 10 Punkte.

## Auszeichnungen
Adarsh Gourav wurde 2021 für die Rolle für den Independent Spirit Award, den AACTA International Award und den BAFTA Film Award nominiert. Ramin Bahrani erhielt 2021 eine Oscar-Nominierung in der Kategorie Bestes adaptiertes Drehbuch und wurde auch für den BAFTA Film Award sowie den Writers Guild of America Award nominiert.